# Kociánov
Kociánov (německy Kozianau) je vesnice, část obce Loučná nad Desnou v okrese Šumperk. Nachází se asi 1,5 km na sever od Loučné nad Desnou. Prochází zde silnice I/44. V roce 2009 zde bylo evidováno 82 adres. V roce 2001 zde trvale žilo 284 obyvatel.
Kociánov je také název katastrálního území o rozloze 11,6 km2. V katastrálním území Kociánov leží i Loučná nad Desnou.

## Fotogalerie

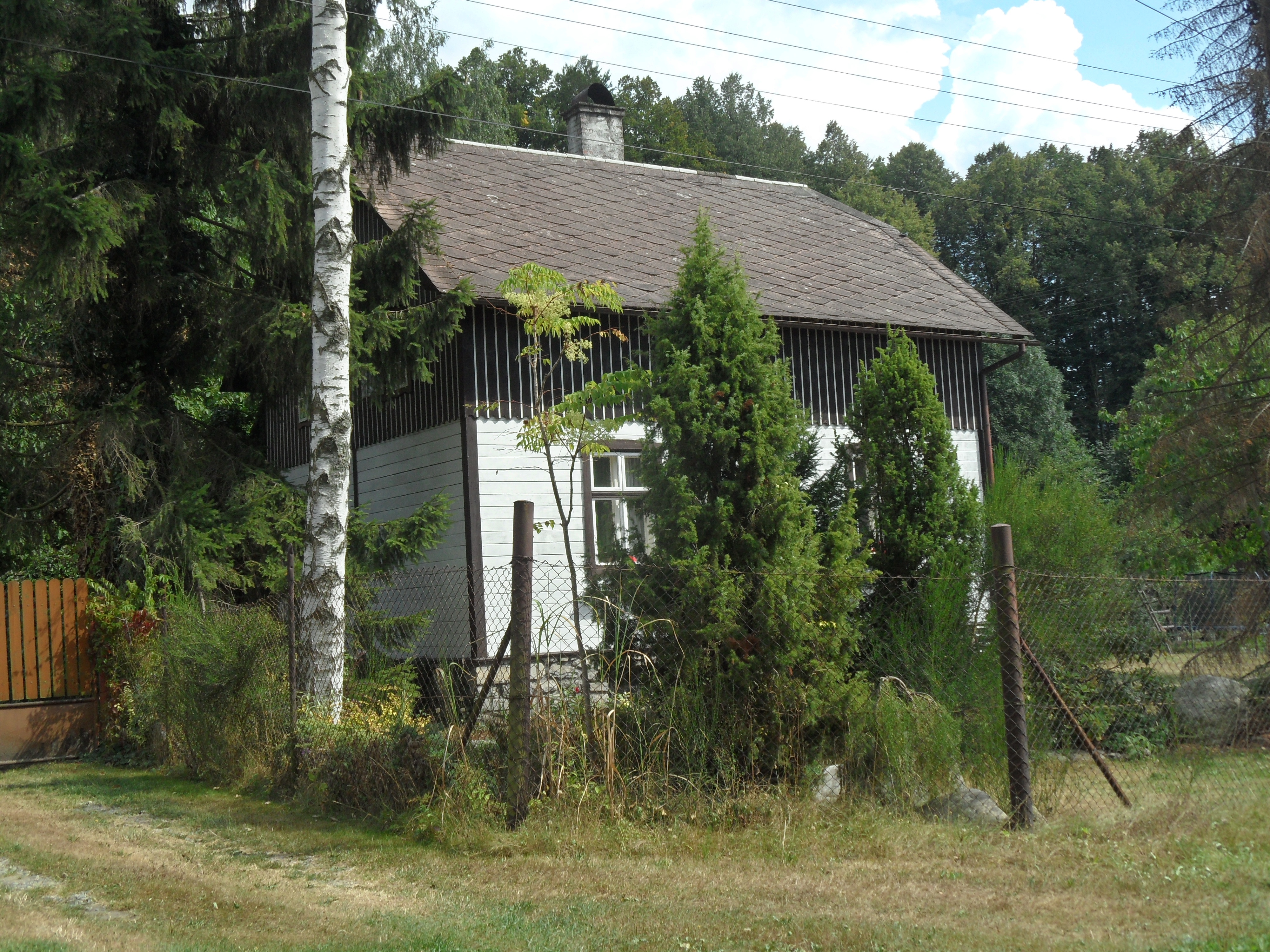
Rodinný dům
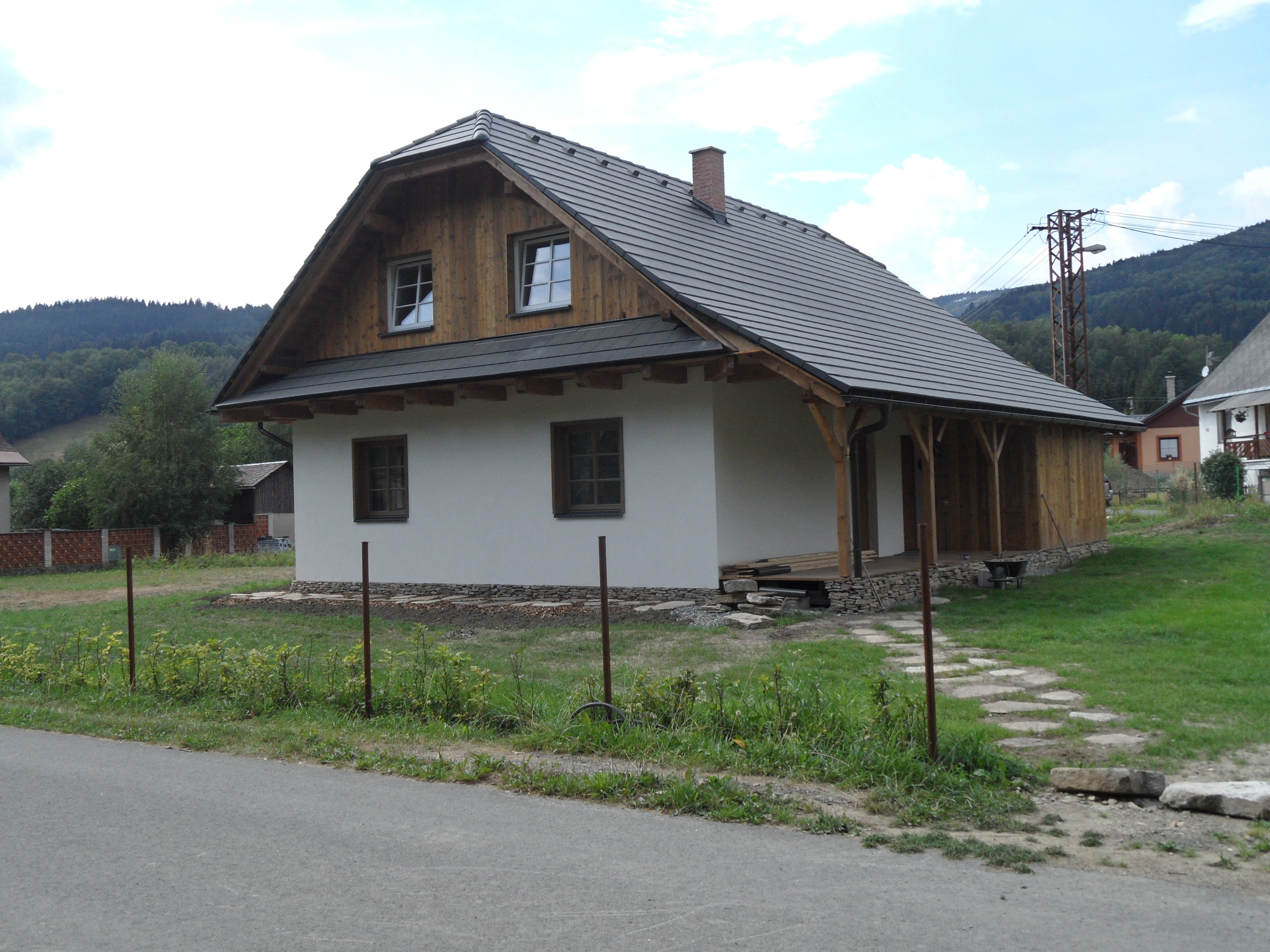
Rodinný dům
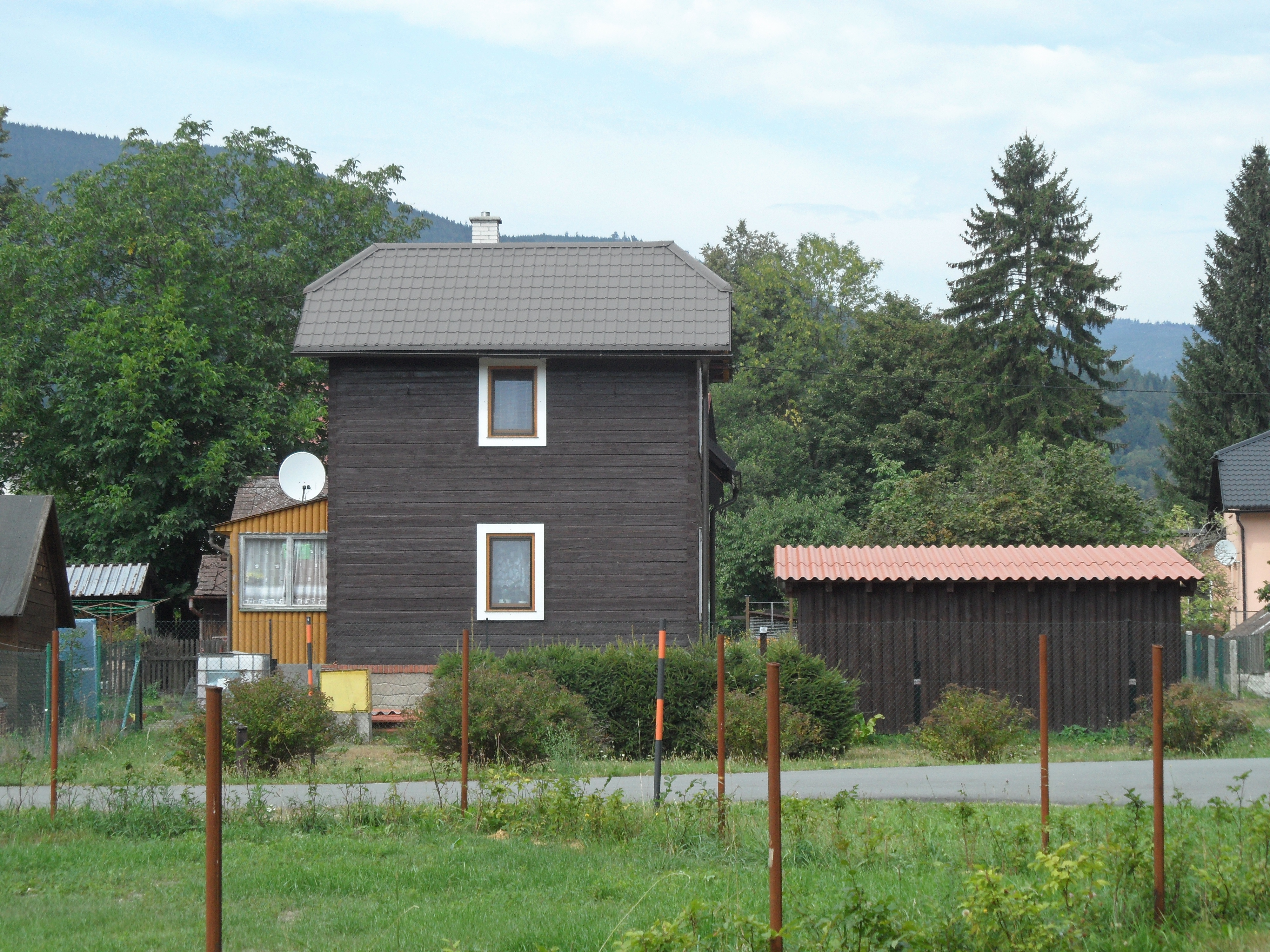
Chata